# 타알리 국립경기장
타알리 국립경기장(영어: Ta' Qali National Stadium, 몰타어: Grawnd Nazzjonali Ta' Qali)은 몰타 아타르트의 타알리(Ta' Qali)에 위치한 축구 경기장으로 수용 인원은 17,797명이다. 1980년에 개장했으며 몰타 축구 국가대표팀의 홈 구장으로 사용되고 있다. 몰타 프리미어리그 경기가 열리는 경기장이기도 하다.

## 기록

### 2002년 FIFA 월드컵 유럽 지역 예선
| 날짜             | 팀 1 | 스코어 | 팀 2       | 라운드 |
| ---------------- | ---- | ------ | ---------- | ------ |
| 2000년 10월 11일 | 몰타 | 0 - 0  | 체코       | 3조    |
| 2001년 3월 24일  | 몰타 | 0 - 5  | 덴마크     | 3조    |
| 2001년 4월 25일  | 몰타 | 1 - 4  | 아이슬란드 | 3조    |
| 2001년 9월 1일   | 몰타 | 0 - 2  | 불가리아   | 3조    |
| 2001년 10월 6일  | 몰타 | 0 - 1  | 북아일랜드 | 3조    |